# Anton van der Vet
Antonie Carel Wouter (Anton) van der Vet (Den Haag, 3 juni 1919 - aldaar, 27 april 1997) was een Nederlandse journalist die tien jaar hoofdredacteur was van het Algemeen Dagblad. Vóór 1950 was hij actief als dichter. 

## Leven en werk
Van der Vet schreef in zijn jeugd gedichten en publiceerde tot eind jaren 40 diverse dichtbundels. Hij correspondeerde ook uitgebreid met de Groningse dichter Hendrik de Vries. Voor de oorlog werkte hij bij het socialistische dagblad Het Volk en na 1945 bij de Rijksvoorlichtingsdienst. Van der Vet werkte daarna tweeëndertig jaar bij het Algemeen Dagblad, waarvan tien jaar als hoofdredacteur. In december 1948 ging hij bij het AD werken, waar hij in 1950 adjunct-hoofdredacteur en in 1958 hoofdredacteur werd. In 1968 trad hij terug als hoofdredacteur, en in mei 1981 nam hij afscheid bij de krant.

## Publicaties (selectie)
- Gefluisterd relaas. Gedichten, Bayard Pers, F.G. Kroonder, Bussum, 1945.[4]
- Het goede leven. Novellen. Bussum, F.G. Kroonder, 1945.[5]
- Vergeten voorman. Leven en Werken van Mr J P Amersfoordt, den Pionier van de Haarlemmermeer. Amsterdam, Het Hollandsche Uitgevershuis, 1947.
- Amsterdam, stad der wijsheid. Bussum, F.G. Kroonder, 1947. [6]
- De Kuif lost het op. Een avontuurlijk journalistenverhaal. Amsterdam, De Boer Jr., 1948.
- A.C.W. van der Vet: Rotterdam op langer zicht. Deventer, Kluwer, 1975. ISBN 9060021738
- Zie verder Lijst van publicaties van Anton van der Vet